# Lloyd Valberg
Lloyd Oscar Valberg (ur. 14 kwietnia 1922 w Singapurze, zm. 26 marca 1997 w Perth) – singapurski lekkoatleta specjalizujący się w skoku wzwyż i biegach płotkarskich. Reprezentował Singapur na igrzyskach olimpijskich w 1948 w konkurencji skoku wzwyż, gdzie z wynikiem 1,80 m zajął 14. miejsce. Był to pierwszy występ Singapuru na igrzyskach olimpijskich. W 1950 reprezentował Malaje na Igrzyskach Imperium Brytyjskiego w biegu na 120 jardów, gdzie zajął 7. miejsce, a także w skoku wzwyż, gdzie zajął 11. miejsce. W 1951 Valberg był chorążym reprezentacji Singapuru na igrzyskach azjatyckich, na których zdobył brązowy medal w biegu na 110 metrów przez płotki.

## Osiągnięcia
| Rok  | Impreza                        | Miejsce    | Konkurencja                     | Lokata      | Wynik |
| ---- | ------------------------------ | ---------- | ------------------------------- | ----------- | ----- |
| 1948 | Igrzyska olimpijskie           | Londyn     | Skok wzwyż                      | 14. miejsce | 1,80  |
| 1950 | Igrzyska Imperium Brytyjskiego | Auckland   | Bieg na 120 jardów przez płotki | 7. miejsce  | ???   |
| 1950 | Igrzyska Imperium Brytyjskiego | Auckland   | Skok wzwyż                      | 11. miejsce | ???   |
| 1951 | Igrzyska azjatyckie            | Nowe Delhi | Bieg na 110 metrów przez płotki | 3. miejsce  | 15,7  |